# Ron Tompkins
Ronald Everett Tompkins (San Diego, California, 27 de noviembre de 1944-Laguna Niguel, California, 4 de febrero de 2023) fue un beisbolista profesional estadounidense que jugaba como lanzador. 

## Carrera deportiva
Jugó en la Major League Baseball (MLB) para los Kansas City Athletics (1965) y los Chicago Cubs (1971).
Tompkins nunca ganó un juego de Grandes Ligas en su carrera. Hoy en día, es conocido por aparecer en una estampa de béisbol Topps 1968 "Rookie Stars" con el receptor del Salón de la Fama Johnny Bench, una tarjeta de alto perfil basada en el hecho de que es la tarjeta de novato de Bench.